# Verbóc
Verbóc (szlovákul Vrbovce) község Szlovákiában, a Trencséni kerületben, a Miavai járásban.

## Fekvése
Miavától 10 km-re északnyugatra, a cseh határ mellett, a Szenicéből Csehországba menő út mentén fekszik.

## Története
A falu középkori története a közeli Berencs várához kapcsolódik. A régészeti kutatások szerint a vár környékét már az i. e. 3. évezredtől kezdve folyamatosan lakták. Leletek igazolják a terület római kori lakottságát is. A terület a magyarok érkezése előtt a Nagymorva Birodalom része volt. A mai falu keletkezése a 12.–13. századra nyúlik vissza, amikor a terület a magyar határvédelmi rendszer része lett. A tatárjárást követően felépült Berencs vára és a falu a váruradalom része lett. A 13. század végén Csák Máté uralma alá került, majd halála után Luxemburgi János cseh királyé lett, aki 1322-ben visszaadta a magyar királynak. Zsigmond király 1394-ben hívének, Stíbornak adta, majd halálával visszaszállt a királyra.
A települést 1394-ben Zsigmond király adománylevelében említik először "Vrbowich" néven. A 15. század első felében többször is elfoglalták a husziták, ezután a Podmaniczkyaké, majd a Pongrácoké. A 16. században lakossága megnövekedett, mivel az ország déli területeiről sokan menekültek ide a török elől. 1569-től az Amadé, a Héderváry, a Nyáry, a Zichy és más családok birtoka.
1590-ben felépült a Szent Erzsébet-templom. A 17. század elejére fokozatosan tért nyert a református vallás. A birtokos Nyáry család is áttért az új hitre és ekkor, 1606-ban épült fel az első evangélikus templom. 1698-ban azonban új birtokosa Erdődy Kristóf katolikus lévén erőteljes rekatolizációba kezdett, melynek a Rákóczi-szabadságharc vetett véget. 1734-ben mégis át kellett adni a templomot a katolikusoknak. 1715-ben 36 jobbágy és 29 zsellérház állt itt. 1720-ban 3 malma és 47 háztartása volt. 1752-ben a környező telepekkel együtt 556 család élt a településen. 1757-ben nagy tűzvész pusztította a települést, melyben a volt  evangélikus templom is leégett. Az evangélikusok csak a türelmi rendelet után, 1781-ben építhettek maguknak templomot. 1787-ben 665 házában 813 család és 4493 lakos élt.
Vályi András szerint "VERBÓCZ. Verbovce. Tót falu Nyitra Várm. földes Urai Gr. Amade, és több Urak, lakosai katolikusok, és evangelikusok, fekszik Sobrántzhoz 2 mértföldnyire; határját a’ záporok járják néha, fája van, legelője alkalmatos, piatza Szobotán van."
1810-ben Ferdinánd királytól mezővárosi és vásártartási jogot kapott. 1828-ban 650 háza és 4627 lakosa volt. 1831-ben kolerajárvány pusztított, ennek ellenére 1836-ra a lakosság száma elérte az 5207 főt. Lakói mezőgazdasággal, állattartással, kézművességgel foglalkoztak.

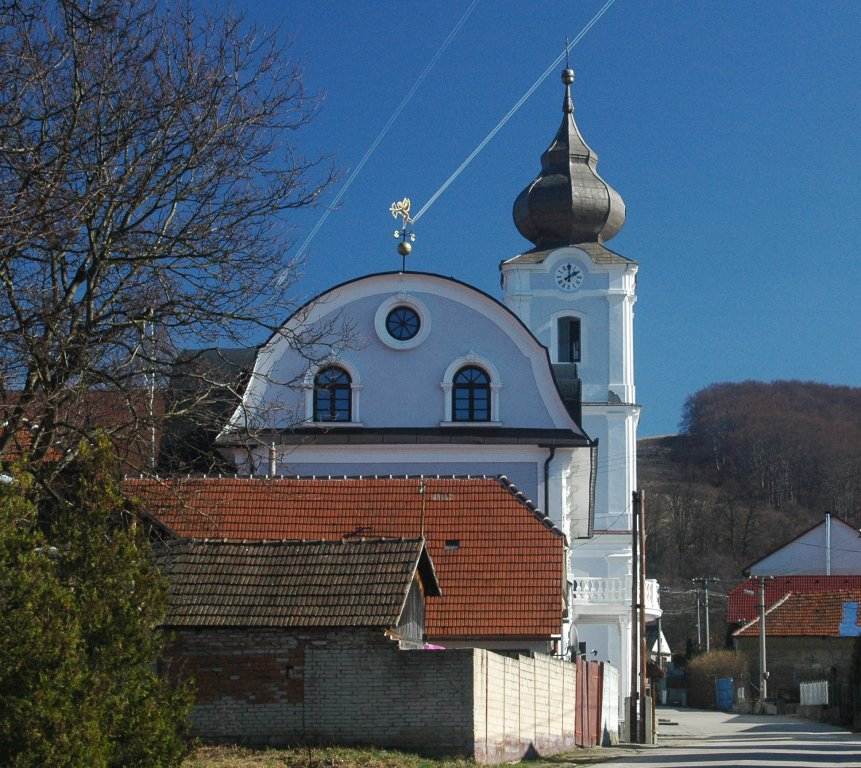
Az evangélikus templom

Fényes Elek szerint "Verbócz, Nyitra m. tót falu, az Osztri-Vech hegye alatt Morvaország szélén. Számlál 96 kath., 1500 evang., 230 zsidó lak. Kath. és evang. paroch. templom. Synagóga. Határa igen nagy, de hegyes és sovány; a baromtartásra azonban igen alkalmatos; azért szép szarvasmarhát, és sok juhot tenyésztenek; pálinkát főznek; erdeje bőven, pataka több vizimalmot forgat. F. u. a berencsi uradalom. Ut. p. Holics."
Nyitra vármegye monográfiája szerint "Verbócz, nagyközség a Javorina hegység nyúlványai alatt, közel a Morva határhoz. Lakosai túlnyomóan tótajkuak, (198 német), számuk 3917, vallásukra nézve 227 r. kath. 3472 ág. evangelikus, 218 izraelita. Postája van, táviró- és vasúti állomása Szenicz. Hajdan szintén a kiváltságos községekhez tartozott, az erre vonatkozó okiratok azonban 1757-ben, mikor az egész község porrá égett, elpusztultak. Csupán egy I. Ferdinándtól 1810-ből származó, vásárengedélyezési okirat maradt a községházán. Kath. temploma 1590-ben épült. A reformáczió alatt az evangelikusok kezébe került, kiktől 1733-ban vették vissza. Kegyurai a berencsváraljai uradalom utódai. Ág. ev. temploma 1784-ben épült, izr. imaháza pedig 1830-ban. A községben és határában több ízben találtak már XV., XVI. és XVII. századbeli pénzeket és érmeket. Zsalostina nevü dülője régente egy rablóbanda fészke volt, mely hosszú ideig az egész vidéket rettegésben tartotta. A község 1394-ben Berencsvár tartozékát képezte. Későbbi földesurai voltak a Nyáryak, Horeczkyek, Pongráczok, Jeszenákok, a Hávorok, Boronkayak és a Filók."
A trianoni békeszerződésig Nyitra vármegye Szenicei járásához tartozott.

## Népessége
| Év:            | 1994. | 2004.   | 2014.   | 2024.   |
| -------------- | ----- | ------- | ------- | ------- |
| Emberek száma: | 1622  | 1574    | 1539    | 1405    |
| Eltérés:       |       | -2,95 % | -2,22 % | -8,70 % |

| Év:            | 2023. | 2024.   |
| -------------- | ----- | ------- |
| Emberek száma: | 1420  | 1405    |
| Eltérés:       |       | -1,05 % |

1910-ben 3326, túlnyomórészt szlovák lakosa volt.
2001-ben 1608 lakosából 1556 szlovák volt.
2011-ben 1549 lakosából 1472 szlovák.

## Neves személyek
- Itt született 1757-ben Štefan Leška evangélikus szuperintendens.
- Itt született 1775-ben Jozeffy Pál a Tiszai evangélikus egyházkerület püspöke 1823-tól haláláig.
- Itt hunyt el 1936-ban Sándorfi Ede római katolikus pap.
- Itt szolgált Ambrózy György (1694-1746) evangélikus lelkész, püspök.

## Nevezetességei
- Árpádházi Szent Erzsébet tiszteletére szentelt római katolikus temploma 1590-ben épült reneszánsz stílusban, 1756 és 1760 között újjáépítették.
- Evangélikus temploma 1784-ben épült, tornyát 1839 és 1841 között építették. 1877 és 1879 között átépítették.

## Külső hivatkozások
- Hivatalos oldal
- E-obce.sk Archiválva 2017. július 15-i dátummal a Wayback Machine-ben
- Községinfó[halott link]
- Verbóc Szlovákia térképén
- A község a régió honlapján
- portal.gov.sk